# Campeonato Carioca Série B2 2022
In 2022 werd het 11de Campeonato Carioca Série B2 gespeeld, het vierde hoogste niveau voor voetbalclubs uit de Braziliaanse staat Rio de Janeiro. 
De competitie werd georganiseerd door de FERJ en werd gespeeld van 11 september tot 19 november. Barra da Tijuca werd kampioen. De Série C werd voorafgaand aan deze competitie gespeeld en Rio de Janeiro en Belford Roxo, die promotie afgedwongen hadden mochten ook nu in de Série B2 van ditzelfde seizoen aantreden.

## Format
Twaalf teams speelden elk één keer tegen elkaar. De top vier speelde de eindronde ter promotie. Beide finalisten promoveerden. De laatste drie in de stand degradeerden. 

## Eerste fase
| Plaats | Club             | Wed. | W | G | V | Saldo | Ptn. |
| ------ | ---------------- | ---- | - | - | - | ----- | ---- |
| 1.     | Rio de Janeiro   | 11   | 8 | 3 | 0 | 19:5  | 27   |
| 2.     | Goytacaz         | 11   | 8 | 1 | 2 | 21:7  | 25   |
| 3.     | Belford Roxo     | 11   | 7 | 2 | 2 | 25:12 | 23   |
| 4.     | Barra da Tijuca  | 11   | 6 | 3 | 2 | 22:9  | 21   |
| 5.     | Bonsucesso       | 11   | 6 | 2 | 3 | 17:11 | 20   |
| 6.     | Carapebus        | 11   | 5 | 0 | 6 | 17:20 | 15   |
| 7.     | Búzios           | 11   | 4 | 2 | 5 | 15:16 | 14   |
| 8.     | Barra Mansa      | 11   | 2 | 3 | 6 | 12:25 | 9    |
| 9.     | Mageense         | 11   | 2 | 2 | 7 | 16:19 | 8    |
| 10.    | Ceres            | 11   | 2 | 1 | 8 | 7:24  | 7    |
| 11.    | Campos (1)       | 11   | 3 | 3 | 5 | 16:24 | 5    |
| 12.    | Tigres do Brasil | 11   | 0 | 2 | 9 | 5:24  | 2    |

(1): Campos kreeg zeven strafpunten 
|  | Geplaatst voor tweede fase   |
|  | Degradatie naar Série C 2023 |

## Tweede fase
Bij gelijkspel gaat de club met het beste resultaat uit de eerste fase door. 
|  | halve finale    | halve finale | halve finale | halve finale |  |                 | finale | finale | finale | finale |
|  |                 |              |              |              |  |                 |        |        |        |        |
|  |                 |              |              |              |  |                 |        |        |        |        |
|  | Rio de Janeiro  | 0            | 0            | 0            |  |                 |        |        |        |        |
|  | Barra da Tijuca | 0            | 1            | 1            |  |                 |        |        |        |        |
|  |                 |              |              |              |  | Barra da Tijuca | 2      | 2      | 4      |        |
|  |                 |              |              |              |  | Goytacaz        | 0      | 1      | 1      |        |
|  | Goytacaz        | 0            | 4            | 4            |  |                 |        |        |        |        |
|  | Belford Roxo    | 2            | 1            | 3            |  |                 |        |        |        |        |

### Kampioen
| Campeonato Carioca Série B2 de 2022 |
| Rio de Janeiro                      |
| ----------------------------------- |
| BARRA DA TIJUCA Kampioen (1° titel) |